# 伊索拉-德尔格兰萨索
伊索拉-德尔格兰萨索（義大利語：Isola del Gran Sasso d'Italia），是意大利泰拉莫省的一个市镇。总面积83平方公里，人口4973人，人口密度59.9人/平方公里（2009年）。ISTAT代码为067026。